# Девизна дознака
Девизна дознака (ностро) је инструмент плаћања који омогућава плаћање и преносе средстава у страној валути ка иностранству.
Слање новца у иностранство путем ностро дознаке врши се у складу са Законом о девизном пословању и пратећим Одлукама а по основу поклона, помоћи, наследства, ренте, исељења у иностранство, плаћања роба и услуга, личног трансфера и сл. Захтев за трансфер средстава клијент подноси Банци у писаној форми на обрасцу или путем интернет платформе банке.За извршење овог трансфера потребно је имати:
- отворен девизни рачун у Банци која пружа услугу ностро дознаке
- назив (име) платитеља
- IBAN платитеља
- назив (име) приматеља плаћања
- IBAN или број рачуна приматеља плаћања
- SWIFT/BIC код или назив кредитне институције приматеља плаћања
- ознаку валуте плаћања
- износ у валути плаћања
- опције трошкова (SHA, OUR)
- опис плаћања
- датум извршења
- ознаку валуте покрића плаћања (када је различита од валуте плаћања)
- оверу налога